# Per Rasmussen
Per Rasmussen   (Svendborg, 2 de febrer de 1959) és un remer danès, ja retirat, que va competir durant la dècada de 1980.
El 1980 va prendre part en els Jocs Olímpics d'Estiu de Moscou, on fou novè en la prova del quàdruple scull del programa de rem. Quatre anys més tard, als Jocs de Los Angeles, guanyà la medalla de bronze en la prova del quatre sense timoner. Formà equip amb Lars Nielsen, Michael Jessen i Erik Christiansen. La seva tercera, i darrera, participació en uns Jocs fou el 1988 a Seül, on fou sisè en la prova del doble scull.